# Olof Olsson (1841–1897)
Olof Olsson (i riksdagen kallad Olsson i Stockholm), född 28 juli 1841 i Österåker i Södermanland, död 23 juli 1897 på Lidingö, var en svensk fabrikör och politiker (Folkpartiet (partigrupp 1895–1900)). 
Olof Olsson verkade som mössfabrikör och möss-, hatt- och pälsvaruhandlare i Stockholm 1862–1897. Han var ordförande för Hantverkaresällskapet i Stockholm 1881–1897 samt vice ordförande i AB Arbetareringens Bank 1891–1897. 
Han var riksdagsledamot i andra kammaren för Stockholms stads valkrets 1891–1893 samt 1897. I riksdagen anslöt han sig 1897 till Folkpartiet. Han var bland annat suppleant i tillfälliga utskottet 1897. I riksdagen skrev han elva egna motioner
och han engagerade han sig främst i handels- och industrifrågor, men han motionerade också om vidgad kommunal rösträtt samt om avskaffande av frälsemäns rätt till särskilt forum.